# La musica electronica
La musica electronica è un singolo del duo musicale italiano Righeira, pubblicato il 24 gennaio 2007 come unico estratto dal quarto album in studio Mondovisione.

## Tracce
CD – SAI 1175-2 (Italia)
1. La musica electronica

1. Futurista

## Formazione
Righeira
- Johnson Righeira – voce
- Michael Righeira – voce

## Classifiche

### Classifiche settimanali
| Classifica (2007) | Posizione massima |
| ----------------- | ----------------- |
| Italia            | 46                |